# Préchac-sur-Adour
Préchac-sur-Adour is een gemeente in het Franse departement Gers (regio Occitanie) en telt 194 inwoners (2020). De plaats maakt deel uit van het arrondissement Mirande.

## Geografie
De oppervlakte van Préchac-sur-Adour bedraagt 4,3 km², de bevolkingsdichtheid is 49,5 inwoners per km².

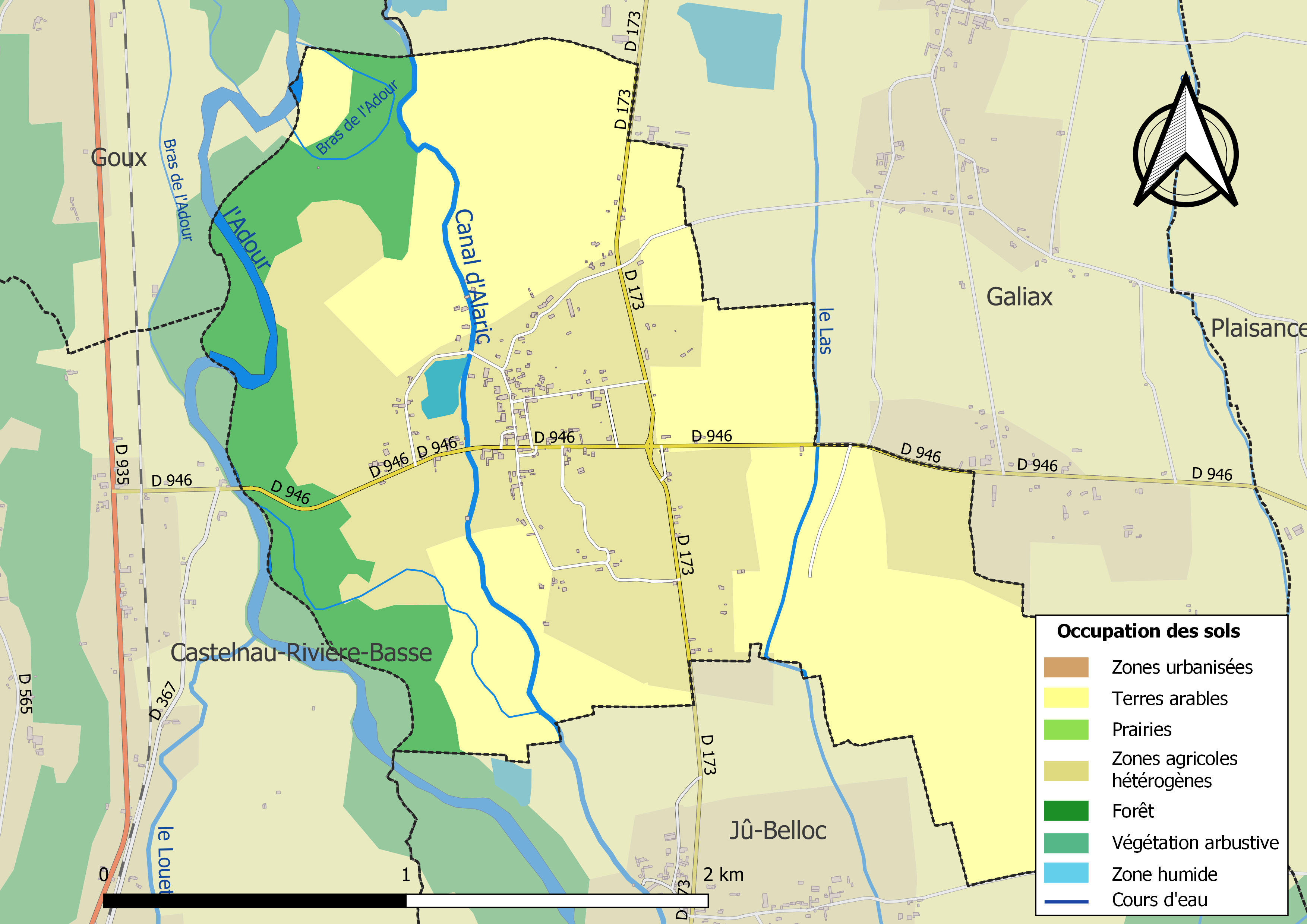
Kaart van de gemeente met belangrijkste infrastructuur, bodemgebruik en omliggende gemeenten

## Demografie
Onderstaande figuur toont het verloop van het inwonertal (bron: INSEE-tellingen).